# Patrick Soon-Shiong
Patrick Soon-Shiong (Port Elizabeth, 29 luglio 1952) è un medico e imprenditore sudafricano naturalizzato statunitense.
Con la sua attività di ricerca medica ha realizzato l'Abraxane, un farmaco utilizzato nella terapia contro il tumore del pancreas. Nel 2018 acquisisce la proprietà di due quotidiani: The San Diego Union-Tribune e il Los Angeles Times. A seguito della pandemia di COVID-19, nel 2020 una sua azienda viene selezionata, dal governo federale statunitense, per entrare in un progetto volto a sviluppare un vaccino contro tale virus.